# Diagramme (théorie des catégories)
En mathématiques, plus précisément en théorie des catégories, un diagramme est une collection d'objets et de flèches d'une catégorie donnée. La théorie des catégories commence avec l'observation que de nombreuses propriétés mathématiques peuvent être unifiées et simplifiées par une représentation avec des diagrammes de flèches.

## Exemple
Voici un exemple de diagramme :
{\displaystyle {\begin{array}{lcl}&X&{\overset {f}{\rightarrow }}&Z&\\&g\downarrow &&\downarrow g'\\&Y&{\underset {f'}{\rightarrow }}&W&\\\end{array}}}
En principe, un diagramme n'est pas un objet mathématique mais seulement une figure, destinée à faciliter la lecture d'un raisonnement. En pratique, on se sert souvent des diagrammes comme de symboles abréviateurs, qui évitent de nommer tous les objets et les flèches que l'on veut considérer; on dit souvent "considérons le diagramme ci-dessus" au lieu de dire par exemple dans la catégorie des ensembles: "considérons quatre ensembles {\displaystyle X,Y,Z,W} et {\displaystyle f} une application de {\displaystyle X} dans {\displaystyle Z}..."